# Tailteann Games
Les Tailteann Games sont un ancien festival sportif et culturel jadis tenu en Irlande en l'honneur de la Reine Tailtiu. D'après la légende, ils furent fondés au XIXe siècle av. J.-C. (en 1829 av. J.-C. très exactement), mais historiquement, ils ne furent annuellement organisés qu'à partir de 554 av. J.-C., jusqu'à l'invasion Normande de 1167-1169. La date de 1829 fut peut-être choisie (parmi toutes celles possibles du XIXe siècle av. J.-C.) pour faire un compte rond : 3000 ans se seraient ainsi écoulés jusqu'à la mise au pouvoir du fils cadet d'Henri II d'Angleterre, John, en 1171.
Ces Jeux avaient lieu dans le Comté de Meath, peut-être dans la ville de Telltown. Ces Jeux duraient pendant 30 jours chaque année.

## Tentative de restauration

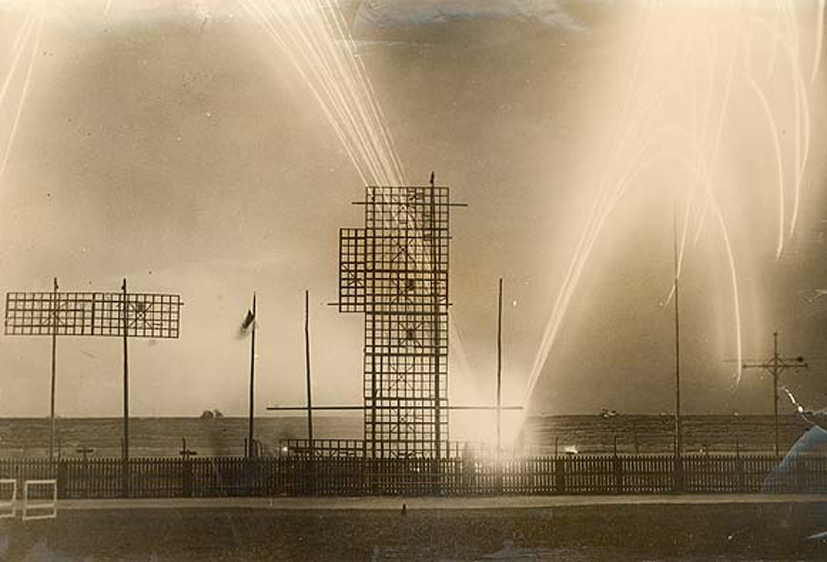
Feux d'artifice lors des premiers Jeux Tailteann, le 15 août 1924.

Un festival sportif portant le même nom a été organisé par l'Association athlétique gaélique à Croke Park en 1924, 1928 et 1932 et fut ouvert aux personnes de nationalité ou d'origine irlandaise, avec des participants venant d'Angleterre, d'Écosse, du Pays de Galles, du Canada, des États-Unis d'Amérique, d'Afrique du Sud et d'Australie ainsi que d'Irlande, bien sûr.
La renaissance de ce rassemblement de la race irlandaise fut annoncée par Éamon de Valera au parlement, le Dáil Éireann, en 1921, mais à cause de la guerre civile Anglo-Irlandaise, ils ne sont pas tenus avant 1924. Finalement, le festival a permis de célébrer l'indépendance du tout nouveau État d'Irlande.

## Compétitions modernes d'athlétisme portant le même nom
Une compétition du même nom est organisée chaque année sous l'égide de l'Athletics Association of Ireland, et est considérée comme une compétition inter-provinces.